# Sara Paretsky

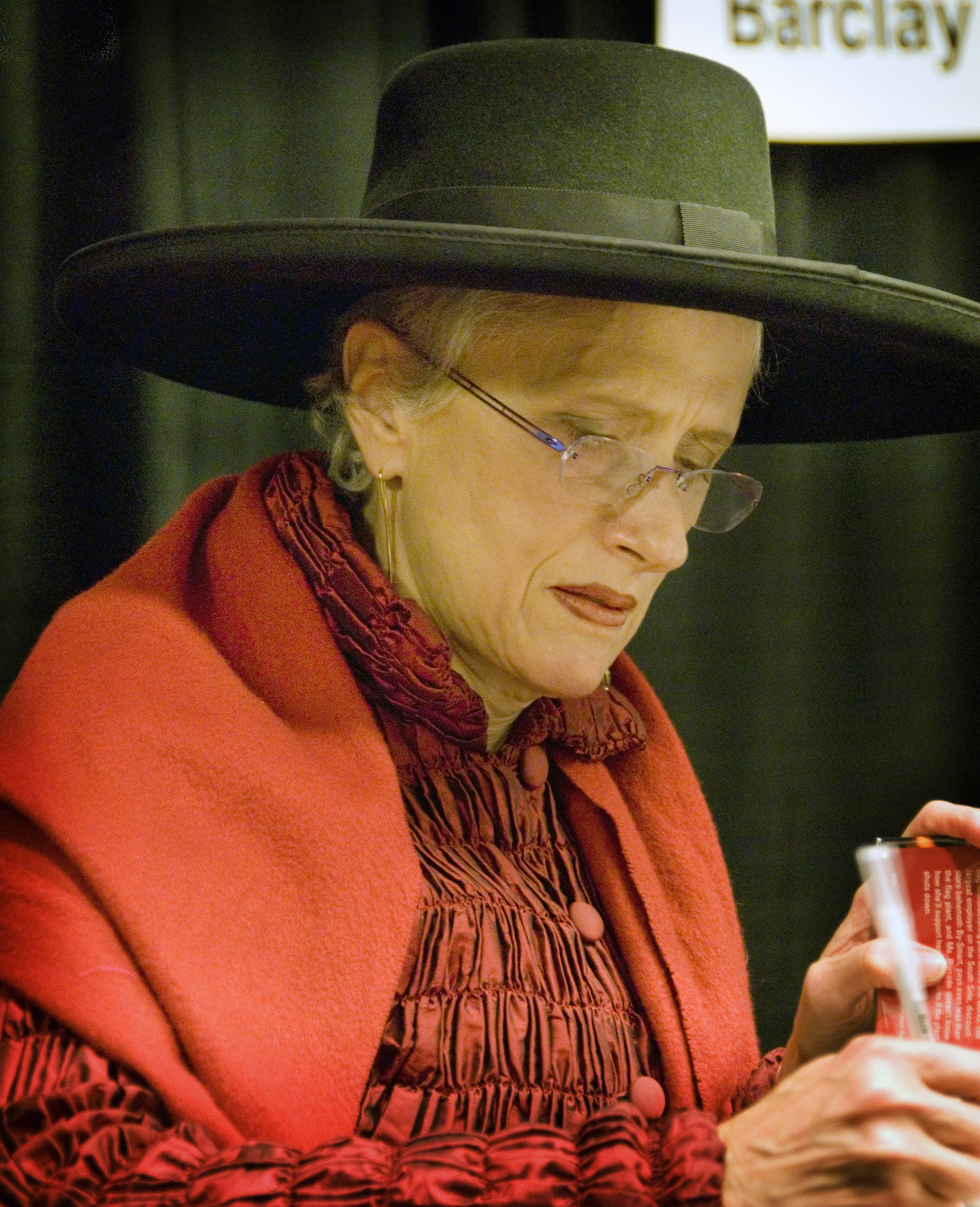
Sara Paretsky, 2009

Sara Paretsky (* 8. Juni 1947 in Ames, Iowa) ist eine US-amerikanische Schriftstellerin, die mit den Kriminalromanen um die Privatdetektivin V. I. Warshawski bekannt wurde.

## Leben
Sara Paretsky wuchs im US-Bundesstaat Kansas auf und studierte Politikwissenschaft an der Universität von Kansas in Lawrence. 1977 absolvierte sie an der University of Chicago sowohl einen MBA-Abschluss als auch die Promotion in Geschichte. Während der folgenden zehn Jahre arbeitete sie im Marketing einer Chicagoer Versicherungsgesellschaft.
Schon als Kind wollte Sara Paretsky Schriftstellerin werden, begann jedoch mit dem Schreiben erst mit Mitte Dreißig. Seit 1983 ist jedes zweite Jahr ein Roman mit ihrer Protagonistin, der toughen Privatdetektivin V. I. Warshawski erschienen. 1986 gründete sie gemeinsam mit anderen Kriminal- und Thrillerautorinnen die Organisation Sisters in Crime. Eine deutschsprachige Sektion Mörderische Schwestern gibt es seit 1996.
Sara Paretskys Lebenspartner war von 1970 bis zu seinem Tod 2018 der Physikprofessor Courtney Wright, mit dem sie drei Kinder hat. Sie lebt in Chicago.

## V. I. Warshawski

### Entstehung
“I loved detective fiction, but I was troubled by the way women were traditionally portrayed in that genre — they always seemed to be either evil or powerless. I thought it was time for a tough, smart, likable female private investigator, and that’s how VI came to life.”

„Ich mochte Detektivgeschichten, aber es gefiel mir nicht, wie Frauen in diesem Genre traditionellerweise dargestellt werden – sie schienen immer entweder böse oder machtlos zu sein. Ich dachte, die Zeit sei reif für eine toughe, schlaue und liebenswerte Privatdetektivin, und so wurde V.I. geboren.“

### Die Figur
Die Hauptfigur der Warshawski-Reihe ist V. I. Warshawski, die eine Privatdetektei in Chicago betreibt. Um nicht als Frau von vornherein unterschätzt zu werden, benutzt sie ihren Geburtsnamen Victoria nicht. Sie beherrscht Karate und kann perfekt mit der Schusswaffe umgehen, eine Fähigkeit, die sie von ihrem verstorbenen Vater, einem Polizisten, erlernt hat.
Anders als ihre toughen männlichen Kollegen ist sie in der Lage, feste Bindungen einzugehen, die beständigste zu einer jüdischen Ärztin. Deren Partner Max bildet ebenso eine konstante Figur in den Romanen wie Mr. Contreras, ein älterer Nachbar, der in Notlagen für Warshawski und ihre Hunde Peppy und Mitch sorgt. In einigen Romanen hat sie mit Morrell einen männlichen Partner, der für eine Menschenrechtsorganisation tätig ist.

## Werke

### Die V.I. Warshawski-Reihe
- Indemnity Only (1982)
  - Schadenersatz, dt. von Uta Münch; Piper, München/Zürich 1986, ISBN 3-492-15507-3.
- Deadlock (1984)
  - Deadlock, dt. von Katja Münch; Piper, München/Zürich 1986, ISBN 3-492-15512-X.
- Killing Orders (1985)
  - Fromme Wünsche, dt. von Katja Münch; Piper, München/Zürich 1988, ISBN 3-492-15517-0.
- Bitter Medicine (1987)
  - Tödliche Therapie, dt. von Anette Grube, Piper, München/Zürich 1989, ISBN 3-492-15535-9.
- Blood Shot (1988 / britischer Titel: Toxic Shock)
  - Blood Shot, dt. von Anette Grube, Piper, München/Zürich 1990, ISBN 3-492-03350-4.
- Burn Marks (1990)
  - Brandstifter, dt. von Dietlind Kaiser, Piper, München/Zürich 1992, ISBN 3-492-03447-0.
- Guardian Angel (1992)
  - Eine für alle, dt. von Dietlind Kaiser, Piper, München/Zürich 1993, ISBN 3-492-03133-1.
- Tunnel Vision (1994)
  - Engel im Schacht, dt. von Sonja Hauser, Piper, München/Zürich 1995, ISBN 3-492-03574-4.
- Hard Time (1999)
  - Die verschwundene Frau, dt. von Sonja Hauser, Piper, München/Zürich 2001, ISBN 3-492-04092-6.
- Total Recall (2001)
  - Ihr wahrer Name, dt. von Sonja Hauser, Piper, München/Zürich 2002, ISBN 3-492-04396-8.
- Blacklist (2003)
  - Blacklist, dt. von Sibylle Schmidt, Goldmann, München 2004, ISBN 3-442-31000-8.
- Fire Sale (2005)
  - Feuereifer, dt. von Sibylle Schmidt, Goldmann, München 2007, ISBN 3-442-31001-6.
- Hardball (2009)
  - Hardball, dt. von Monica Bachler, Dumont, Köln 2011, ISBN 978-3-8321-6160-6.
- Body Work (2010)
- Breakdown (2012)
- Critical Mass (2013)
  - Kritische Masse, dt. von Else Laudan; Ariadne Verlag (Argument), Hamburg 2018, ISBN 978-3-86754-236-4.
- Brush Back (2015)
- Fallout (2017)
  - Altlasten, dt. von Else Laudan; Ariadne Verlag (Argument), Hamburg 2020, ISBN 978-3-86754-244-9.
- Shell Game (2018)
  - Schiebung, dt. von Else Laudan; Ariadne Verlag (Argument), Hamburg 2022, ISBN 978-3-86754-264-7.
- Dead Land (2020)
  - Landnahme, dt. von Else Laudan; Ariadne Verlag (Argument), Hamburg 2021, ISBN 978-3-86754-249-4.
- Overboard (2022)
  - Entsorgt, dt. von Else Laudan; Ariadne Verlag (Argument), Hamburg 2024, ISBN 978-3-86754-276-0.
- Pay Dirt (2024)
  - Wunder Punkt, dt. von Else Laudan; Ariadne Verlag (Argument), Hamburg 2025, ISBN 978-3-86754-281-4.

### Andere Romane
- Ghost Country (1998)
  - Geisterland, dt. von Sonja Hauser, Piper, München/Zürich 1998, ISBN 3-492-03575-2.
- Bleeding Kansas (2008)

### Erzählungsbände
- Windy City Blues (1995 / britischer Titel: V.I. for Short)
  - Windy City Blues, dt. von Sonja Hauser u. a., Piper, München/Zürich 1997, ISBN 3-492-25650-3.
- A Taste of Life and Other Stories (1995)

### Sachbücher
- Case Studies in Alternative Education (1975)
- Writing in an Age of Silence (2007)

### Als Herausgeberin
- A Woman's Eye: New Stories by the Best Women Crime Writers (1991), darin Eye of a Woman (Introduction) und Settled Score von Sara Paretsky
- Women on the Case (1997; britischer Titel: Woman's Other Eye), mit einer Einführung sowie der Geschichte Publicity Stunts von Sara Paretsky
- Sisters on the Case. Celebrating Twenty Years of Sisters in Crime (2007), mit einer Einführung sowie der Geschichte A Family Sunday in the Park von Sara Paretsky

## Auszeichnungen
- 1988: Silver Dagger für Blood Shot
- 1993: Marlowe – Kategorie International für Guardian Angel
- 2002: Cartier Diamond Dagger der britischen Crime Writers' Association (CWA)
- 2004: Gold Dagger für Blacklist
- 2011: Grand Master Award, höchste Auszeichnung der Mystery Writers of America (MWA) für besondere Leistungen im Krimi-Genre und gleichbleibend hohe Qualität ihrer Werke
- 2011: Shamus Award – Kategorie The Hammer für V. I. Warshawski als beste charakterliche Darstellung eines einzelnen Privatdetektivs oder einer Privatdetektiv-Serie
- 2015: Paul Engle Prize
- 2019: Chicago Literary Hall of Fame’s Fuller Award für lebenslanges Engagement in der Literatur
- 2019: Sue Grafton Memorial Award (einer der jüngeren „Edgars“ der Mystery Writers of America (MWA): ausgezeichnet wird das beste Buch einer Krimiserie um eine weibliche Hauptfigur) für Shell Game

## Verfilmungen
- V.I. Warshawski – Detektiv in Seidenstrümpfen